# Balembouche
Balembouche (auch: Balenbouche, historisch: Ballembouche, Balambouche, Balenbouche) ist ein Ort im Quarter (Distrikt) Laborie im Süden des Inselstaates St. Lucia in der Karibik.

## Geographie
Der Ort entstand aus einer Zucker-Plantage des 18. Jahrhunderts. Das historische Haupthaus der Plantage dient heute als Hotel.
Im Umkreis liegen die Siedlungen Bongalo und Piaye. Der Ort teilt seinen Namen mit dem Balembouche River und der Balembouche Bay, in die der Fluss mündet.
Die Plantage umfasste ursprünglich ca. 500 acre (200 ha). Die heutige Siedlung hat allerdings kaum noch etwas mit der ursprünglichen Plantage zu tun.
Der Ortsname erscheint erstmals auf Karten von St. Lucia in den 1760er Jahren.